# Klaus Blumenberg
Klaus Blumenberg (* 14. September 1941 in Berlin) ist ein ehemaliger deutscher Fußballspieler. Der Stürmer absolvierte zwischen 1961 und 1963 für Eintracht Braunschweig in der damals erstklassigen Oberliga Nord 42 Spiele und erzielte dabei neun Tore.

## Karriere
Klaus Blumenberg kam mit seinen Eltern im Jahr 1952 nach Braunschweig und begann in der Jugendabteilung der Eintracht mit dem Fußballspielen. In den Jahren 1959 und 1960 gewann er mit den A-Junioren zweimal die Norddeutsche Jugendmeisterschaft. Die ersten Erfahrungen im Seniorenfußball sammelte der schnelle und wendige Flügelstürmer in der Saison 1960/61 in der Amateurmannschaft der Eintracht, welche in Niedersachsen in der Amateur-Oberliga Ost den neunten Rang belegte. Zur Saison 1961/62 wurde er in den Vertragsspielerkader des Oberligateams übernommen. Als weitere Neuzugänge kamen noch Klaus Gerwien und Gerhard Schrader vom VfL Wolfsburg sowie Helmut Hosung von Union Salzgitter nach Braunschweig.
Am ersten Spieltag, den 6. August 1961, debütierte Blumenberg unter Trainer Hans-Georg Vogel beim 1:1-Heimremis gegen SV Werder Bremen in der Ligaelf der Eintracht. Die Blau-Gelben waren im Angriff mit Blumenberg, Hosung, Jürgen Moll, Joachim Bäse und Gerwien angetreten. Am Rundenende erreichten die „Löwen“ den sechsten Rang und Blumenberg hatte in seiner Debütrunde 28 Spiele absolviert und sieben Tore erzielt. Insgesamt bestritt er in zwei Jahren 42 Oberligaspiele, in denen er neun Treffer erzielte. In der Saison 1962/63 wirkte er insbesondere beim 2:2-Heimremis vor 23.000 Zuschauern gegen den Nordserienmeister Hamburger SV am 6. Januar 1963 und den zwei wichtigen Abschlusserfolgen gegen den VfB Oldenburg (22. April 1963; 2:0) und am 29. April 1963 beim 2:1-Sieg gegen den VfB Lübeck, jeweils als Rechtsaußen mit. Damit qualifizierte sich die Eintracht auf dem dritten Rang stehend für die zur Saison 1963/64 eingeführte Fußball-Bundesliga. Die Wege der Eintracht und Blumenbergs trennten sich im Sommer 1963. Neuzugang Manfred Wuttich hatte sich im Angriff der Eintracht auf seiner Angriffsposition durchgesetzt, weshalb Blumenberg in mehreren Spielen als rechter Verteidiger zum Einsatz gekommen war, und er den Schritt in die neue Regionalliga Nord vorzog.
Anschließend spielte er ab der Saison 1963/64 für den VfV Hildesheim in der Regionalliga Nord. An der Seite der VfV-Legende Leo Zimmermann, Torhüter Werner Gerstle und den zwei Angreifern Heiner Klose und Manfred Hufgard absolvierte Blumenberg in seiner ersten Saison für Hildesheim unter Trainer Heinz Hempel 29 Regionalligaspiele und erzielte vier Tore. Am Ende der Saison 1966/67 stieg Hildesheim als 16. in das Amateurlager ab. Blumenberg hatte 28 Rundenspiele (fünf Tore) an der Seite von Dieter Grünsch (Torhüter), Ludwig Hesse, Wolfgang Träger, Claus Winkelmann und Gerhard Schrader bestritten. Insgesamt wird er für Hildesheim von 1963 bis 1967 in der Regionalliga Nord mit 110 Spielen mit 27 Toren geführt.
Nach dem Abstieg schloss er sich Leu Braunschweig an. Im zweiten Jahr bei Leu, 1968/69, errang er mit seinen neuen Mannschaftskameraden vor Arminia Hannover die Niedersachsenmeisterschaft, und damit den Einzug in die Regionalliga-Aufstiegsrunde. Dort setzten sich Blumenberg und Kollegen unter Trainer Ernst Naab gegen den SV Friedrichsort, TSV Uetersen und Teutonia Uelzen durch und stiegen in die Regionalliga Nord auf. Erst im Verlauf der Rückrunde lief Blumenberg bei den Blau-Weißen vom Platz an der Humboldt-Kaserne in der damaligen Zweitklassigkeit auf. Zur Saison 1970/71 übernahm Hennes Jäcker das Traineramt und Blumenberg absolvierte an der Seite von Mitspielern wie Torhüter Wolfgang Dramsch und den Feldspielern Michael Bartkiewicz, Jürgen Haase und Walter Szarafin 28 Spiele und erzielte zehn Tore. Beim 3:1-Heimerfolg am 8. November 1970 gegen Arminia Hannover zeichnete er sich als dreifacher Torschütze aus. Sein letztes Regionalligaspiel bestritt er am 16. April 1972 beim 2:1-Auswärtserfolg gegen SC Sperber Hamburg. Er agierte auf Rechtsaußen und erzielte einen Treffer und Vladislav Dimitrijevic führte im Mittelfeld Regie. Von 1969 bis 1972 kamen bei Leu Braunschweig nochmals 49 Ligaspiele mit 13 Toren hinzu. Insgesamt stehen für Blumenberg 159 Regionalligaspiele mit 27 Toren in der Statistik.
Blumenberg arbeitete hauptberuflich als Konstrukteur bei Volkswagen in Salzgitter.